# Белененсеш САД
Уш Белененсеш — Спортивне футбольне товариство, САД (порт. Os Belenenses – Sociedade Desportiva de Futebol, SAD), також відомий як Б–САД (порт. B-SAD) — португальський футбольний клуб з Лісабона. Заснований як незалежний клуб 30 червня 2018 року на базі футбольної команди спортивного клубу «Белененсеш», зайнявши її місце у Прімейра-лізі.

## Історія
Спортивний клуб «Белененсеш» створив своє Публічне акціонерне товариство з обмеженою відповідальністю (порт. Sociedade Anónima Desportiva, САД) 1 липня 1999 року для обслуговування своєї професіональної футбольної секції. У 2012 році, коли клуб зіткнувся з фінансовими проблемами, члени клубу проголосували за продаж 51 % своєї частки інвесторові «Codecity» на чолі з Руї Педру Суарешем. Додатково до покупки акцій була укладена парасоціальна угода, де клуб-засновник зберігав особливі права, такі як право вето на певні рішення САД та право зворотного викупу своїх акцій. Також було узгоджено протокол, який регулюватиме відносини між клубом та САД. Клуб утримував 10 % акцій.
Згодом «Codecity» розірвала парасоціальну угоду, заявивши про порушення договору клубом. У 2017 році Спортивний арбітражний суд визнав розірвання угоди дійсним, припинивши можливість «Белененсеша» мати можливість знову придбати 51 % акцій САД, щоб відновити контроль над своєю професійною секцією з футболу.
З ростом напруженості між клубом та САД, протокол, який регулював відносини між обома суб'єктами, закінчився 30 червня 2018 року, припинивши будь-які відносини між обома сторонами. Це включало використання стадіону «Рештелу» (власність спортивного клубу) футбольною командою САД. В результаті був створений самостійний футбольний клуб «Белененсеш САД», заснований 1 липня 2018 року після відокремлення САД від спортивного клубу. Вони приєдналися до Лісабонської футбольної асоціації під номером 1198. В той же час оригінальний «Белененсеш» зберіг за собою номер 64. Його історичні досягнення, такі, як перемоги в чемпіонаті Португалії 1945/46 та 6 титулів володаря Кубка Португалії, залишились у історичного клубу, бо вони були здобуті до створення САД в 1999 році. Спортивний клуб створив нову власну футбольну команду, яка почала виступати у регіональних лігах Лісабонської ліги з сезону 2018/19.
Тим часом «Белененсеш САД» зайняв місце історичної команди в Прімейра-Ліга, взявши також і більшість гравців команди та головного тренера Сілаша. Враховуючи, що стадіон «Рештелу» був власністю спортивного клубу, Б-САД залишився без власного стадіону. Як наслідок, Б-САД почав грати домашні ігри на Національному стадіоні в Оейраші, сплачуючи державі за його користування орендну плату. У лютому 2019 року, через тимчасову не доступність Національного стадіону, Б-САД орендував «Ештадіу ду Бонфім» у місті Сетубал, для двох домашніх матчів. Матч проти «Морейренсі» на цьому полі 4 лютого відвідало 298 глядачів, що є найнижчим показником в історії ліги.
У жовтні 2018 року за рішенням суду з питань інтелектуальної власності Б-САД було заборонено використовувати назву, герб та символи оригінального «Белененсеша». Таким чином, після судового підтвердження цього рішення в березні 2019 року Б-САД представив нову клубну емблему, щоб відрізнитись від оригінального клубу.

## Склад
Станом на 29 липня 2021
| №  | Поз. | Нац.       | Гравець         |
| -- | ---- | ---------- | --------------- |
| 1  | ВР   | Бразилія   | Луїс Філіпе     |
| 2  | ЗХ   | Португалія | Діогу Каліла    |
| 4  | ЗХ   | Португалія | Томаш Рібейру   |
| 5  | ЗХ   | Португалія | Нілтон Варела   |
| 6  | ПЗ   | Португалія | Афонсу Тайра    |
| 7  | ПЗ   | Португалія | Педру Нуну      |
| 8  | ПЗ   | ПАР        | Сфефело Сітоле  |
| 9  | НП   | Колумбія   | Матео Кассьєрра |
| 10 | ПЗ   | Португалія | Афонсу Соуза    |
| 11 | ПЗ   | Сербія     | Андрія Лукович  |
| 13 | ЗХ   | Португалія | Жожо            |
| 14 | ЗХ   | Нідерланди | Данні Енрікес   |
| 15 | НП   | Португалія | Луїш Мота       |

| №  | Поз. | Нац.         | Гравець             |
| -- | ---- | ------------ | ------------------- |
| 16 | ПЗ   | Португалія   | Сезар Соуза         |
| 18 | НП   | Сенегал      | Аліун Ндур          |
| 19 | ПЗ   | Португалія   | Франсішку Тейшейра  |
| 20 | ПЗ   | Португалія   | Рафаел Сантуш       |
| 21 | ЗХ   | ПАР          | Тібанг Фете         |
| 23 | ПЗ   | Нідерланди   | Йордан ван дер Гааг |
| 27 | ЗХ   | Нігерія      | Чіма Акас           |
| 30 | ЗХ   | Бразилія     | Сандро Кордейро     |
| 31 | ВР   | Португалія   | Жуан Монтейру       |
| 33 | ЗХ   | Буркіна-Фасо | Трова Боні          |
| 38 | НП   | Португалія   | Гонсалу Агрелуш     |
| 99 | ВР   | Португалія   | Алвару Ромалью      |

## Статистика
| Сезон   |          | М. | І. | В  | Н  | П  | ГЗ | ГП | О  | Кубок       | Кубок ліги     | Єврокубки | Єврокубки | Примітки |
| ------- | -------- | -- | -- | -- | -- | -- | -- | -- | -- | ----------- | -------------- | --------- | --------- | -------- |
| 2018/19 | Прімейра | 9  | 34 | 10 | 3  | 11 | 42 | 51 | 43 | 4 раунд     | 3 раунд        |           |           |          |
| 2019/20 | Прімейра | 15 | 34 | 9  | 8  | 17 | 27 | 54 | 35 | 4 раунд     | 2 раунд        |           |           |          |
| 2020/21 | Прімейра | 10 | 34 | 9  | 13 | 12 | 25 | 25 | 40 | Чвертьфінал | Не брав участь |           |           |          |

## Тренери
- Сілаш (2018—2019)
- Педру Рібейру (2019—2020)
- Петі (2020—)